# Miguel Cabrera
José Miguel Cabrera Torres (18 april 1983), algemeen bekend als Miguel Cabrera, is een Venezolaans honkballer die anno 2017 uitkomt voor de Detroit Tigers als eerste honkman. Hij slaat en gooit rechtshandig. In het verleden kwam hij ook uit als derde honkman, linksvelder, rechtsvelder en aangewezen slagman.
- Library of Congress Control Number: n2012067733
- Virtual International Authority File: 278059230
- WorldCat: E39PBJm98tvPrVMhJDf8P3gYfq